# Myodocarpus vieillardii
Myodocarpus vieillardii là một loài thực vật có hoa trong họ Myodocarpaceae. Loài này được Brongn. & Gris mô tả khoa học đầu tiên năm 1865.